# Dune (película de 1984)
Dune es una película de ciencia ficción estadounidense de 1984 dirigida por David Lynch y basada en la novela homónima de Frank Herbert. Está protagonizada por Kyle MacLachlan, Silvana Mangano, Brad Dourif y José Ferrer, entre otros, y la producción corrió a cargo de Dino y Raffaella De Laurentiis. Fue filmada en los Estudios Churubusco de la Ciudad de México así como en las Dunas de Samalayuca.

## Argumento
Por orden imperial, la familia Atreides deberá hacerse cargo de la explotación del desértico planeta Arrakis, conocido también como «Dune», es el único planeta donde se encuentra la especia melange, una potente droga que además, es necesaria como combustible para los vuelos espaciales.
Anteriormente, el planeta había sido gobernado por la familia de los Harkonen, miembros de la élite gobernante que mantienen la paz en el universo, ellos habían ejercido su mandato con puño de hierro, dejando una huella indeleble en la población indígena del planeta, oprimidos, convertidos en esclavos y llevados al exterminio. Cuando los Harkonen regresan y atacan el planeta Dune en forma sorpresiva, con el beneplácito del Emperador para retomar su posición dominante sobre el planeta, los sistemas de defensa son saboteados y la ciudad cae bajo el dominio de los Harkonen, que buscan destruir a la familia Atreides.
Paul, el hijo del duque Leto Atreides, deberá huir al desierto, donde le esperan múltiples peligros y una última oportunidad de vengarse y volver a su legítimo lugar como gobernante de Arrakis.
El universo conocido está gobernado por una élite política, basada en castas de familias con mucha influencia política, riqueza y tecnología, el emperador Padishah Shaddam IV gobierna a las familias. La sustancia más valiosa del imperio es la especia, una droga que prolonga la vida y expande la conciencia de la gente. La especia también permite producir un combustible para viajar por el espacio, en unas naves espaciales gigantes en forma de cilindro, doblando el espacio para lograr un viaje interestelar instantáneo y seguro.
El Gremio de navegantes por el espacio, miembros de la élite política gobernante, teme una conspiración que podría poner en peligro la producción de especias y envía un emisario para hablar en secreto y exigir una explicación del Emperador, quien revela su plan secreto para destruir la Casa Atreides. El emperador teme por la creciente popularidad del duque Leto Atreides y la existencia de un ejército secreto por los informes de inteligencia, está acumulando poder y con la aparición de un nuevo concepto de armas sónicas de muy avanzada tecnología, amenace su gobierno imperial en el futuro. Planea ceder el control del planeta Arrakis, la única fuente de especias del universo, a la Casa Atreides como una estrategia y trampa, una vez instalados allí, los Atreides serán emboscados por sus archienemigos, la familia de los Harkonnen, con la ayuda de las tropas de élite Sardaukar enviadas por el Emperador.
El navegante, aprueba el plan y ordena al Emperador matar al hijo de Leto, Paul Atreides, porque el navegante teme pueda amenazar la producción de especias en el futuro y sospecha él es una persona especial. La orden de ejecución llama la atención de la hermandad Bene Gesserit, una raza de personas que tienen poderes mentales y puede escuchar con sus poderes mentales, la conversación secreta entre el navegante y el Emperador, porque Paul está vinculado a su programa de reproducción de siglos, para producir en secreto al líder Kwisatz Haderach, un súper humano del universo con poderes mentales que podría formar un nuevo gobierno imperial en el futuro. Antes del viaje de Paul al planeta Dune en la nave de los navegantes, recibe la visita privada de la Reverenda Madre Mohiam Bene Gesserit, lo prueba al verse obligado a soportar un dolor extremo, insoportable con su poder mental, para sorpresa y eventual satisfacción de Mohiam, Paul pasa la prueba mental y ella considera está listo para convertirse en el líder Kwisatz Haderach, y guarda esto en secreto para evitar que el Emperador tome la iniciativa de matarlo.
En el mundo industrial de Giedi Prime, el sádico y depravado barón Vladimir Harkonnen, en una reunión les cuenta a sus sobrinos, Glossu "La Bestia" Rabban y Feyd-Rautha, su plan secreto para eliminar la Casa Atreides, manipulando a alguien en la órbita del gobierno del Duque Leto para traicionarlo, al sabotear los sistemas de defensa de la ciudad, todo esto con el respaldo del Emperador y los Navegantes, muy desconfiados de la familia Atreides y ahora buscan destruir.
Los Atreides abandonan su planeta natal, Caladan, para ir a Arrakis, según la orden del Emperador, montados en platillos voladores para viajar entre planetas de un mismo sistema solar, ingresan a la nave más grande en forma de cilindro de los Navegantes, que doblan el espacio con una tecnología secreta para llegar a lugares lejanos del universo y juntos llegan a un planeta desértico, aislado y estéril poblado por gigantescos gusanos de arena. Los nativos de Arrakis, los Fremen, profetizan entre su pueblo la llegada de un mesías en el futuro, él los conducirá a la libertad y les dará el control de su planeta. Duncan Idaho, uno de los comandantes leales a Leto, le dice sospechar en el planeta Dune existe un gran número de Fremen ocultos en lugares remotos, inexplorados y en las montañas, y podrían resultar ser poderosos aliados en el futuro, ante la enemistad existente con la familia Harkonen.
Antes de que el gobernante Duque Leto pueda formar una alianza con los Fremen, los Harkonnen lanzan su ataque en forma sorpresiva al planeta. El traidor de los Harkonnen dentro de la Casa Atreides, el médico personal del Duque Leto, el Dr. Wellington Yueh, desactiva los escudos de energía de la ciudad, dejando a los Atreides casi indefensos para enfrentar la batalla. Su asistente Idaho muere, Leto es capturado y casi toda la Casa Atreides es asesinada sin piedad por los soldados al servicio de los Harkonnen. El barón Harkonnen obliga a su sirviente Mentat Piter De Vries, mate al Dr. Yueh con una espada envenenada para evitar conocer la verdad sobre este ataque y no molestar a la casta de la élite dominante, los líderes de otros planetas y los Navegantes. Leto muere en un intento fallido de asesinar al barón Harkonnen usando un diente de gas venenoso implantado por el Dr. Yueh a cambio de salvar las vidas de Lady Jessica, la concubina de Leto y madre de Paul, ellos desaparecen en la batalla por capturar la ciudad y logra escapar al desierto.
Paul y Jessica, sobreviven al ataque y escapan al profundo desierto del planeta, donde un jefe sietch de Fremen les da refugio. Paul asume el nombre Fremen Muad'Dib y emerge como el líder que los Fremen han estado esperando, por el desarrollo de sus poderes mentales con el paso del tiempo. Les enseña a construir y usar módulos extraños, armas sónicas desarrolladas en secreto por la casa Atreides, y apunta sus ataques a la minería de especias. Durante los próximos dos años, la producción de especias casi se detiene por las guerras de guerrillas en el planeta entre los Fremen y las máquinas mineras de los Harkonnen, para obligarlos a negociar un acuerdo de paz y permita volver a tomar el poder. El Gremio Espacial de los Navegantes informa al Emperador del deterioro de la situación en Arrakis, la falta de la especia para suministrar a su población y extender su vida, la falta de combustible para las naves espaciales y le exige actuar en forma inmediata para solucionar este problema.
Paul se enamora de la joven guerrera Fremen Chani, Jessica se convierte en la reverenda madre de los Fremen al ingerir el Agua de la Vida, un veneno mortal para otras personas, pero ellos logran resistir sus efectos al usar las habilidades mentales de la raza Bene Gesserit. Como consecuencia de este ritual secreto en una fuente oculta de agua del planeta, la niña por nacer de Jessica, Alia, emerge más tarde del útero con todos los poderes mentales de una Reverenda Madre Bene Gesserit adulta. En un sueño profético por el efecto del agua de la fuente secreta, Paul descubre con sus poderes mentales el complot del Emperador y el Gremio Espacial de los Navegantes para matarlo. También logra ver con su mente, ellos temen pueda consumir el Agua de la Vida, oculta en un pozo secreto del planeta. Paul bebe el Agua de la Vida y tiene un profundo viaje psicodélico en el desierto, logra obtener más poderes psíquicos y la capacidad de controlar los gusanos de arena con su mente, y se da cuenta de que los gusanos son la fuente de las especias.
El Emperador reúne una enorme flota de invasión sobre Arrakis, con la ayuda del Gremio Espacial de los Navegantes, para acabar con la rebelión de los Fremen y recuperar el control del planeta, molesto por todo lo sucedido decapita al comandante Rabban y convoca al barón Harkonnen, ahora encargado del planeta y la extracción minera de la especia, para explicar los motivos porque se ha detenido la extracción de especias en el salón del palacio. Paul lanza un ataque final contra los Harkonnen en la ciudad capital de Arrakeen y derrota a todos los soldados Sardaukar del Emperador. Montados sobre gusanos de arena y blandiendo armas sónicas, los guerreros rebeldes de los Fremen al servicio de Paul, derrotan fácilmente a las legiones del Emperador y entran a la ciudad.
La hermana de Paul, la niña Alia nacida en el exilio del desierto, con sus poderes mentales entra al Palacio de Gobierno de la ciudad, nadie la puede tocar porque los domina con su mente y hiere de muerte al malvado, cobarde y pervertido barón Harkonnen, quien es succionado a través de una pared abierta por la batalla del Palacio y cae dentro de la boca de un gusano de arena, una tormenta de arena afecta los sistemas de defensa y las comunicaciones de la ciudad. Alia les advierte se rindan porque su hermano está llegando a la ciudad, Paul entra al Palacio se enfrenta al emperador derrotado y capturado en el interior de un salón del Palacio, revela sus poderes mentales, puede provocar dolor en sus mentes, incluso controla con su mente a los soldados al servicio del Emperador, ahora es una persona dispuesta a eliminarlos con el poder de su mente, los amenaza y provoca dolor, incluso a la Reverenda Madre Mohiam Bene Gesserit, molesto porque ella colabora con el Emperador y trataba de manipularlo, ahora él lucha contra Feyd-Rautha en un duelo a muerte con la ventaja de sus poderes mentales. Después de matar a Feyd, Paul demuestra al pueblo sus nuevos poderes mentales muy amplificados y cumple la profecía Fremen, al lograr con sus poderes mentales aparecer la lluvia y caiga sobre la superficie de Arrakis. Alia convertida ahora en una poderosa líder con poderes mentales, lo declara como el líder de la profecía, el Kwisatz Haderach.

## Elenco
- Kyle MacLachlan como Paul Atreides.
- Francesca Annis como Lady Jessica.
- José Ferrer como el emperador Shaddam IV.
- Virginia Madsen como la princesa Irulan.
- Sean Young como Chani.
- Everett McGill como Stilgar.
- Patrick Stewart como Gurney Halleck.
- Sting como Feyd Rautha.
- Jürgen Prochnow como el duque Leto Atreides.
- Richard Jordan como Duncan Idaho.
- Siân Phillips como la reverenda madre Gaius Helen Mohiam.
- Max von Sydow como Dr. Liet Kynes.
- Honorato Magaloni como Otheym.
- Dean Stockwell como Dr. Yueh
- Brad Dourif como Piter De Vries.
- Silvana Mangano como la reverenda Madre Ramallo.
- Jack Nance como Nefud.
- Paul Smith como Glossu Rabban.
- Alicia Witt como Alia Atreides.
- Kenneth McMillan como el barón Vladimir Harkonnen.
- Freddie Jones como Thufir Hawat.
- Carla Rigg como extra.
- Ernesto Laguardia como extra.

## Producción

### Alejandro Jodorowsky
El primer intento de llevar a la pantalla grande la novela homónima de Frank Herbert, en los años 1970, estuvo dirigido por el chileno Alejandro Jodorowsky, quien trabajó en el proyecto durante más de cinco años. A lo largo de la concepción y el proceso de rodaje, Jodorowsky invitó a participar a quienes mencionó ser sus «cinco samuráis». Estos eran célebres artistas: el actor, director, guionista y productor estadounidense Orson Welles, el pintor surrealista español Salvador Dalí, el ilustrador inglés Chris Foss, la banda inglesa de rock Pink Floyd y el artista gráfico y escultor suizo H. R. Giger. Todos bajo la dirección artística del dibujante francés Moebius. Tras retrasar el proyecto numerosas veces, la compañía productora se retiró dejando en suspenso la adaptación fílmica de Dune.

### David Lynch
En 1976 el productor italiano Dino De Laurentiis se hizo con los derechos y en 1979 contrató a Ridley Scott como director, quien quería dividir el proyecto en dos películas. Después de que Scott dejara la producción por considerar que iba a requerir de un trabajo que entonces no podía asumir, a comienzos de la década de 1980 se renegociaron los derechos y se convenció a Universal Studios para llevar adelante la adaptación. Raffaella De Laurentiis, hija de Dino, escogió como nuevo director y guionista a David Lynch.
La tercera película que rodó Lynch y la primera en color, no pudo ser lo que en un principio tenía en mente el cineasta, a la hora de rodarla. La película, con un metraje inicial de ocho horas fue reducido por el propio Lynch a cinco para su exhibición cinematográfica. Sin embargo, Dino de Laurentiis y su hija le obligaron a hacer una reducción importante de montaje, dejándola en 137 minutos, con las consecuencias que ello conllevó cuando fue exhibida al público. Realmente se previó una duración de casi tres horas para que el público pudiera entender la trama (la novela contiene complejos elementos argumentales), la cual al final se redujo a poco más de dos, por lo cual la película no siguió al pie de la letra la famosa novela, pero, a pesar de varias carencias y sobrecargas, retrató con fidelidad el universo concebido por Herbert. Este inconveniente con Dino de Laurentiis provocó que Lynch acabara aborreciendo la película además de prometerse no volver a trabajar nunca más con grandes productores.

## Recepción
A pesar del gran presupuesto de la película, Dune fue un verdadero fracaso en taquilla en el momento de su estreno. Hoy, sin embargo, muchas críticas se han retractado de sus ataques hacia el filme e incluso es considerado un filme de culto del género.

## Adaptación de 2021
En febrero de 2017, Brian Herbert confirmó que el director canadiense Denis Villeneuve se haría cargo de una nueva adaptación cinematográfica del universo de Dune. El cineasta declaró que la nueva versión no sería un remake de la película de 1984 sino una adaptación fiel a la novela de Herbert plasmada en dos películas y tardándose probablemente dos años en realizarse. La producción dio inicio el 18 de marzo de 2019 en Budapest y Jordania.